# ОДО (клуб по хоккею с мячом, Петрозаводск)
ОДО — клуб по хоккею с мячом из Петрозаводска. Создан в 1945 году. Участник Чемпионатов СССР по хоккею с мячом среди команд класса «А» в 1954—1957 гг., первенства и кубка Карело-Финской ССР. Расформирован в 1957 г.

## Достижения
Чемпионат СССР по хоккею с мячом
- Чемпионат СССР по хоккею с мячом 1953
  - 6 место во второй группе
- Чемпионат СССР по хоккею с мячом 1954
  - 2 место во второй группе

Чемпионат СССР по хоккею с мячом 1954/1955
- 6 место среди команд класса «А»[1]
  - 11 место среди команд класса «А» (ОДО-2)
- Чемпионат СССР по хоккею с мячом 1955/1956
  - 6 место среди команд класса «А»
- Чемпионат СССР по хоккею с мячом 1956/1957
  - 7 место среди команд класса «А»
- Кубок Карело-Финской ССР по хоккею с мячом
  - Обладатель (1947[2], 1948, 1950, 1952)
- Первенство Карело-Финской ССР по хоккею с мячом
- 1 место (1952, 1953, 1954)
  - 2 место (1950)

## История
Образован в послевоенное время. По итогам первенства 1952 года ОДО (Петрозаводск) должен был побороться с петрозаводским «Локомотивом» за путёвку во II группу всесоюзного первенства. Однако, «Локомотив» отказался от участия в переходных играх и, таким образом, ДО (Петрозаводск) добился права участвовать в чемпионате СССР.
Обладатель Кубка Карело-Финской ССР в 1955 г.
В 1956 г. клуб принимал также участие во всесоюзных соревнованиях по хоккею на траве, заняв шестое место.

## Известные игроки
Н. Т. Борцов, И. Г. Зайцев, А. Андриевский, Альберт Вологжанников, Виталий Гарлоев, Владимир Горбунов, Евгений Горбунов, А. А. Едомский, Е. Калганов, В. Кармушев, Анатолий Кулёв, Л. Лебедев, В. И. Меньков, Н. Шогин, А. П. Кудряшов, Виктор Иванов, Артур Григорьев.
Тренировали команду — Юрий Горбунов (1953/54) и Евгений Воронин (1954—1957).